# Katija Pevec
Katija Pevec (* 1. März 1988 in Honolulu, Hawaii) ist eine US-amerikanische Schauspielerin.

## Leben
Pevec wurde in der Rolle der Lauren Zelmer in der Nickelodeon-Fernsehserie Just for Kicks bekannt. Als Teil der Besetzung von Plötzlich verliebt war Pevec 2005 in der Kategorie Beste Gruppe in einem Spielfilm für den Young Artist Award nominiert. Im selben Jahr spielte sie in der Komödie Deine, meine & unsere die Rolle der Christina Beardsley.

## Filmografie (Auswahl)

### Serien
- 2005–2006: Just for Kicks
- 2013: Pop Up

### Filme
- 2003: Air Bud 5 – Vier Pfoten schlagen auf (Air Bud: Spikes Back)
- 2004: Plötzlich verliebt (Sleepover)
- 2005: Deine, meine & unsere (Yours, Mine and Ours)
- 2005: Plötzlich verliebt (Sleepover)
- 2006: Art School Confidential
- 2008: Eagle Eye – Außer Kontrolle (Eagle Eye)
- 2008: Life Is Hot in Cracktown
- 2013: The Den